# Владимир Мечјар
Владимир Мечјар (слч. Vladimír Mečiar; Звољен, 26. јул 1942) је словачки политичар који је био први и трећи председник владе Словачке републике. Често је обележаван као ауторитарни политичар.

## Биографија
Рођен је у Звољену 1942. године као најстарији од четворо деце. Отац му је био кројач, а мајка домаћица. Завршио је Правни факултет на Универзитету Коменског у Братислави. Након завршених студија 1974. године радио је као адвокат. Ожењен је и има четворо деце.

## Политичка каријера
У његово доба су спајане значајне многе каузе политичке као и економске у Словачкој до новембра 1989. године којих објашњење и истраживање су онемогућили тзв. Мечјарове амнестије 1999. године.
Имао је одлучујућу улогу у изради и доношењу првог Устава Републике Словачке 1992. године и мирног распада Чехословачке на две суверене државе 1. јануара 1993. године. Премијер Словачке је био три пута.